# 胡利奥·曼苏尔
胡利奥·曼苏尔（西班牙語：Julio Manzur，1981年1月22日—），巴拉圭男子足球运动员，司职后卫。他曾代表巴拉圭国奥队参加2004年夏季奥林匹克运动会足球比赛，获得一枚银牌。